# Sheps do Brasil

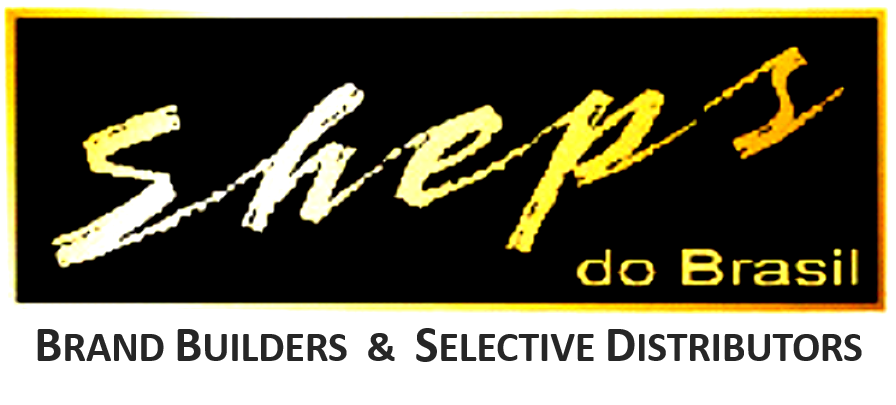
Logo original da Sheps do Brasil, em 1997

Fundada em 1997, por Alberto Ferreira e Alessandro Saade, a Sheps do Brasil foi a primeira importadora de cervejas super premium do Brasil, criando e desenvolvendo esse segmento no país, de maneira pioneira e inovadora. Além disso, a Sheps do Brasil foi a precursora da Cervejaria Baden Baden, criada em 1999.

## História
A Sheps do Brasil foi fundada em 1997 por Alberto Ferreira e Alessandro Saade.
Alberto era um executivo do segmento de tecnologia e Alessandro era proprietário de uma empresa de importação. Ambos lecionavam na Escola Superior de Propaganda e Marketing (ESPM), em São Paulo, e foi na sala de professores que eles tiveram a ideia de criar a Sheps do Brasil.
A empresa iniciou suas atividades importando cervejas especiais britânicas, até então desconhecidas no Brasil, desenvolvendo um novo segmento de mercado e uma nova categoria no país: as cervejas especiais.
Por meio de uma parceria exclusiva com a Shepherd Neame, considerada a cervejaria mais antiga da Grã-Bretanha, a Sheps do Brasil inicialmente trouxe ao país as cervejas Spitfire, Bishops Finger e Original Porter.
Outra cervejaria britânica representada no Brasil foi a Fuller's, principalmente por meio das marcas London Pride, ESB (Extra Special Bitter) e as Vintage Ales de 1998 e 1999, em suas edições numeradas e limitadas.
Pouco tempo depois, fechou outro acordo de exclusividade, dessa vez com a cervejaria canadense Unibroue, trazendo para o Brasil as cervejas artesanais Raftman, La Fin du Monde, Trois Pistoles, Maudite e Blanche de Chambly.
Em 1998, acontece uma mudança societária na empresa, com a saída de Alessandro Saade e a chegada de Aldo Bergamasco, executivo com grande experiência em varejo. Alessandro permanece colaborando até meados de 1999, contribuindo ativamente nas funções-chave da empresa.
A Sheps do Brasil continuou desenvolvendo o segmento de cervejas especiais com produtos importados até que, com a crise da desvalorização do real em janeiro de 1999 (conhecida como Efeito Samba), surgiu a ideia de produzir cervejas artesanais no Brasil, o que acabou levando à criação da Cervejaria Baden Baden.
Como os sócios da Sheps do Brasil—Alberto Ferreira e Aldo Bergamasco—foram dois dos quatro fundadores da Cervejaria Baden Baden, a Sheps do Brasil exerceu as funções de Marketing, Vendas e Logística da cervejaria até o final de 2001, quando finalmente foi incorporada à Cervejaria Baden Baden e encerrou suas atividades de importação, construção de marcas e distribuição seletiva.